# Hilarempis carinata
Hilarempis carinata är en tvåvingeart som beskrevs av Mario Bezzi 1909. Hilarempis carinata ingår i släktet Hilarempis och familjen dansflugor. Inga underarter finns listade i Catalogue of Life.